# Xenopholis scalaris
Xenopholis scalaris är en ormart som beskrevs av Wucherer 1861. Xenopholis scalaris ingår i släktet Xenopholis och familjen snokar. IUCN kategoriserar arten globalt som livskraftig. Inga underarter finns listade i Catalogue of Life.
Arten förekommer i Amazonområdet och i angränsande landskap i Sydamerika. Den når i norr södra Venezuela och sydöstra Colombia, i väst östra Ecuador och östra Peru, i syd östra Bolivia och området kring São Paulo i Brasilien samt i öst Atlanten. Xenopholis scalaris lever i låglandet och i bergstrakter upp till 1500 meter över havet. Habitatet utgörs av regnskogar och andra skogar med ett tjockt lövskikt där ormen kan gömma sig. Arten jagar främst grodor. Den kan vara dag- eller nattaktiv. Honor lägger ägg.